# Craspedolepta fumida
Craspedolepta fumida är en insektsart som först beskrevs av Caldwell 1938.  Craspedolepta fumida ingår i släktet Craspedolepta och familjen rundbladloppor. Inga underarter finns listade i Catalogue of Life.